# Ametdjeru
Ametdjeru (auch Omet-djeru) ist als altägyptische Unterweltsgöttin nur im Neuen Reich im Amduat belegt. Ikonografisch ist sie als stehende Göttin dargestellt. 
Im Gebiet von Wernes gehört Ametdjeru im oberen Register als fünfte Göttin zu einer Neuner-Göttergruppe der 2. Nachtstunde. 